# Brycinus poptae
Brycinus poptae е вид лъчеперка от семейство Alestidae. Видът не е застрашен от изчезване.

## Разпространение
Разпространен е в Демократична република Конго и Камерун.

## Описание
На дължина достигат до 16 cm.